# 강릉차량사업소
강릉차량사업소(江陵車輛事業所)는 한국철도공사의 경강선을 운영하는 KTX의 주박 및 정비를 위해 강원도 강릉시 구정면 금광리, 운산동 일원에 위치한 고속철도 차량사업소다. KTX-이음은 심야에 2편성이 주박한다. 누리로는 심야에 6편성이 주박한다.

## 업무
- KTX-이음 경정비, 검수 및 주박
- 한국철도공사 200000호대 전동차 입·출고 및 경정비, 검수 및 주박

## 같이 보기
- 남강릉신호장
- 청량신호소